# マックス・ヴェルトハイマー
マックス・ヴェルトハイマー（Max Wertheimer, 1880年4月15日 - 1943年10月12日）は、心理学者。ゲシュタルト心理学の創始者の一人。

## 経歴
1880年、チェコのプラハでユダヤ系の子として生まれる。ベルリン大学で心理学を学ぶ。ウィーンからラインラントに向かう汽車の中偶然、仮現運動の発想（ゲシュタルト心理学の原点）をひらめく。そして、フランクフルトで途中下車をして、フランクフルト大学で同じユダヤ系のクルト・コフカと非ユダヤ系のヴォルフガング・ケーラーとともに実験を行った。
その後、ケーラーやコフカと共同でゲシュタルト心理学の誕生を告げる一冊となった『運動視の実験的研究』（1912年）を発表した。後にユダヤ系との理由でナチスに追われ、1933年に米国へ移住した。1943年に没後、『生産的思考』（1945年）が刊行された。

## 運動視の実験的研究
"Experimentelle Studien über das Sehen von Bewegung" はヴェルトハイマーは1912年に執筆した運動視に関する研究論文である。邦題は『運動視の実験的研究』。

### 英訳
部分的英訳が "Experimental studies on the seeing of motion" の題で Shipley, Thorne, ed (1961). Classics in Psychology. ニューヨーク: Philosophical Library. pp. 1032-1089 に掲載されている。

## 研究内容・業績
- 体制化の法則